# ناتسكو كورودا
ناتسكو كورودا (باليابانية: 黒田夏子) (23 مارس 1937 في اليابان)؛ كاتِبة وروائية يابانية. درست في جامعة واسيدا.

## الجوائز
- جائزة أكوتاغاوا